# 警察大学校
警察大学校（けいさつだいがっこう、National Police Academy）は、警察法第27条を設置根拠とする警察庁の附属機関、教育訓練施設である。略称は警大。

## 概要
警察上級幹部に対し必要な知識、技能、指導能力及び管理能力を修得させるための教養を行うほか、警察業務に関する研究を行う。文部科学省の所管下ではない省庁大学校であり、幹部警察官等を対象にしているので、実際は研修施設である。そのため、一般の新規高卒者等の入学は行われない。
省庁大学校ではあるが、研修施設であるため「卒業」という概念そのものが無い。したがって、防衛大学校や海上保安大学校などとは異なり、課程修了しても学士の学位は得られない。
中野区時代には公安警察の諜報活動を統制運用する秘密部署、コードネーム「サクラ」が置かれていた事が判明している（日本共産党幹部宅盗聴事件）。

## 所在地・アクセス

### 所在地
- 東京都府中市朝日町3丁目12番1号（警視庁警察学校と隣接）

### アクセス
出典：
- 西武多摩川線多磨駅から徒歩約10分、バス3分（「飛田給北口」行・「調布駅北口」行乗車、警察大学校下車0分）
- 京王線飛田給駅から徒歩約20分、バス11分（「多磨駅」行乗車、朝日町5分）

## 沿革
出典：

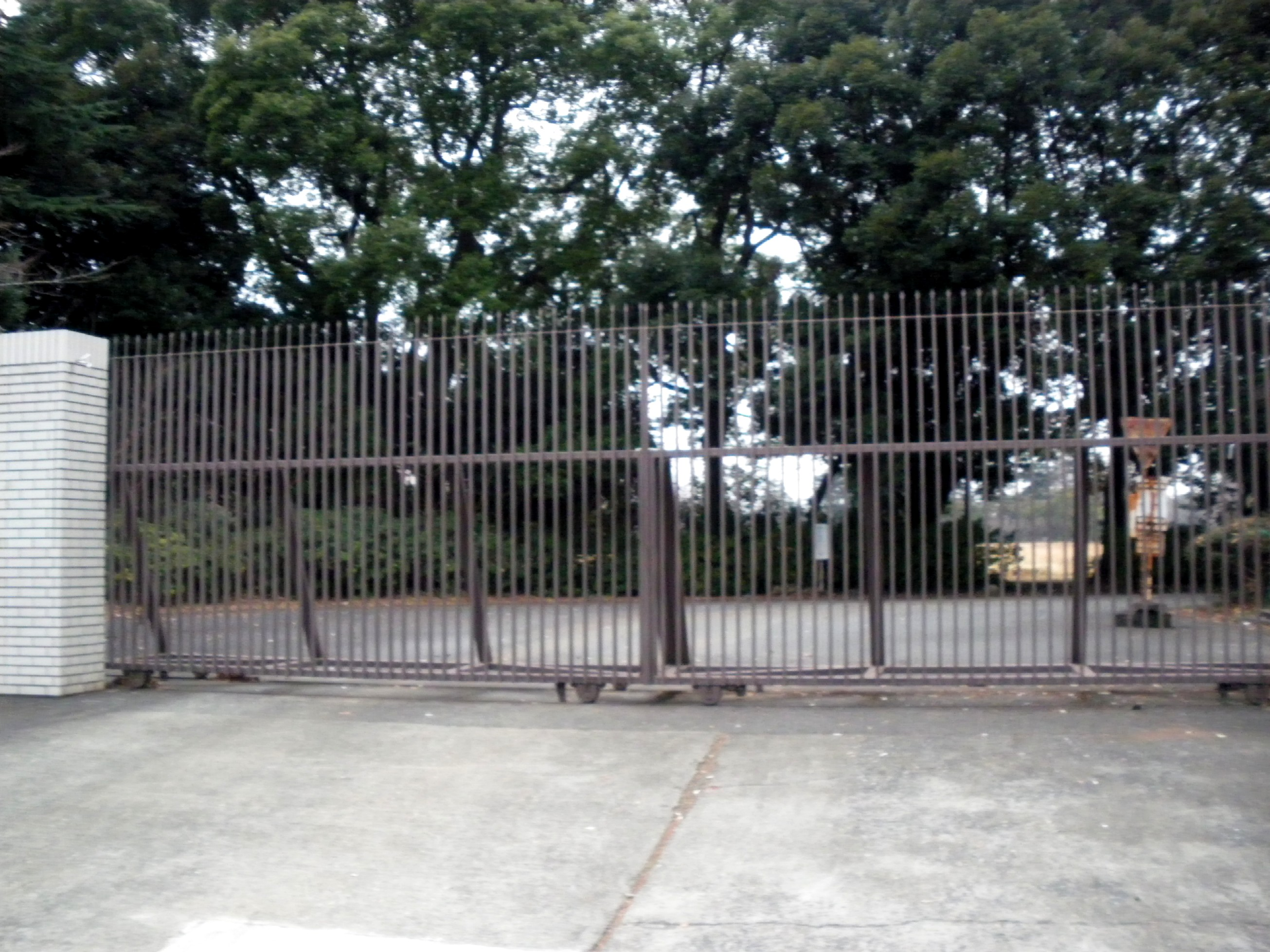
東京都中野区中野にある跡地（2009年、中野区役所隣の入口より撮影）。再開発により中野四季の都市となり、2012年以降は高層マンションや商業施設、大学キャンパス、公園などとしてオープンしている。

- 1885年(明治18年)4月  警官練習所として創立（赤坂区葵町）
- 1899年(明治32年)9月  警察監獄学校として設立 (麹町区霞ヶ関）
- 1909年(明治42年)2月  警察官練習所として設立 (京橋区山城町)
- 1915年(大正7年)4月     警察講習所として設立 (麹町区大手町)
- 1927年(昭和2年)11月   新校舎落成 (麹町区三番町)
- 1945年(昭和20年)3月   戦災にて校舎焼失・杉並区天沼に移転
- 1946年(昭和21年)11月 中央警察学校と改称 (杉並区天沼仮校舎）
- 1947年(昭和22年)9月   新校舎落成 (杉並区天沼)
- 1948年(昭和23年)3月   警察大学校として設立 (杉並区天沼)
- 1949年(昭和24年)11月 中野区中野に移転
- 1950年(昭和25年)6月    附属警察通信学校 (現附属警察情報通信学校）開校
- 1965年(昭和40年)3月    新校舎落成（中野区中野）
- 1967年(昭和42年)6月    特別捜査幹部研修所設置
- 1985年(昭和60年)4月    国際捜査研修所 (現国際警察センター) 設置
- 1990年(平成2年)6月      警察通信研究センター (現警察情報通信研究センター )設置
- 1996年(平成8年)5月      警察政策研究センター設置
- 2001年(平成13年)8月    現校舎落成 (府中市朝日町)
- 2003年(平成15年)4月    財務捜査研修センター設置
- 201年(平成25年)5月       取調べ技術総合研究・研修センター設置
- 2002年(平成26年4月)    サイバーセキュリティ研究・研修センター (現サイバーセキュリティ対策研究・研修センター) 設置

## 内部組織
警察法施行規則（昭和二十九年総理府令第四十四号）に内部組織と所掌事務が規定されている。
- 教務部（庶務課、会計課、教務課、総務調整官）
- 警務教養部（警察行政一般に必要な法学その他の科学及び警察内部の管理に関する教育訓練をつかさどる）
- 生活安全教養部（犯罪、事故その他の事案に係る市民生活の安全と平穏、地域警察その他の警ら、犯罪の予防及び保安警察に関する教育訓練をつかさどる）
- 刑事教養部（刑事警察（国際的な犯罪捜査及び国際刑事警察機構との連絡を除く。）犯罪鑑識及び犯罪統計に関する教育訓練をつかさどる）
- 組織犯罪対策教養部 (国際的な犯罪捜査、国際刑事警察機構との連絡、暴力団対策、薬物及び銃器に関する犯罪の取締り、組織犯罪の取締り（刑事局の所掌に係るものに限る）並びに国際捜査共助に関する教育訓練をつかさどる）
- 交通教養部（交通警察に関する教育訓練をつかさどる）
- 警備教養部（警備警察、警衛、警護及び警備実施に関する教育訓練をつかさどる）
- 教官教養部（警察学校の教官の養成及び指導に必要な教育方法その他の専門的な知識及び技術に関する教育訓練をつかさどる）
- 術科教養部（柔道、剣道、逮捕術、教練、けん銃操法、体育等の術科に関する教育訓練をつかさどる）

## 教育課程
出典：
- 警察運営科：所属長任用予定者を対象とする課程（2～3週間）
- 警部任用科：警部昇任者を対象とする課程（8週間（本課程） 2週間（特別短期課程）
- 課長補佐任用科：県警本部の課長補佐（警部クラス）を対象とする課程（2週間）
- 初任幹部科：国家公務員採用Ⅰ種試験合格者（キャリア）が警部補に任命された際の課程（約4か月）
- 行政実務科：国家公務員採用Ⅱ種試験合格者（準キャリア）が警部に昇任した際の課程（1週間）
- 術科指導者養成科：警察術科指導者を対象とする課程（約4か月）
- 教官養成科：警察学校教官に予定されている警部または警部補を対象とする課程（約1か月）
- その他、警部補以上の警察官に特定の分野の高度な知識、技術等を教養する「専科」「研究科」「指定職種任用科」などがある。

## 特別捜査幹部研修所
特別捜査幹部研修所は、上級の捜査幹部として必要な捜査の指揮及び管理その他高度の専門技術に関する研修を行う機関として、1967年(昭和42年)6月に発足した。

### 所掌事務
警察法施行規則（昭和二十九年総理府令第四十四号）に所掌事務が規定されている。
```
(
特別捜査幹部研修所
)                                                      第七十一条  警察大学校に、特別捜査幹部研修所を置く。                          2  特別捜査幹部研修所は、警察職員に対し、上級の捜査幹部として必要な捜査の指揮及び管理その他高度の専門技術に関する研修を行う。                                               
```

### 研修課程
出典：
- 特別捜査幹部科：年に2回行われる、警部任用科を卒業してから一定の捜査実務経験を経た者で、各都道府県警察本部における将来の捜査担当部課長としての適格性を有する者を対象として約4か月間の研修
- 捜査幹部養成科：年に2回行われる短期研修

### 研修内容
出典：
- 各界の専門家を招いての講義、各種の実務研修、海外研修及び課題研究論文の作成
- 具体的な事例を基に、教授と少人数の研修生が一緒になって問題点を探りながら解決策を検討するゼミナール方式での教育

## 国際警察センター
国際警察センターは、1985年(昭和60年)4月に発足した国際捜査研修所を前身とし、2006年(平成18年)4月に現在の名称に変更された。

### 所掌事務
警察法施行規則（昭和二十九年総理府令第四十四号）に所掌事務が規定されている。
```
（国際警察センター）
第七十二条　警察大学校に、国際警察センターを置く。
２　国際警察センターは、警察職員に対し、国際的な犯罪捜査、国際捜査共助、所管行政に係る国際協力その他国際的な警察活動に関する学術の研修を行い、及び外国からの研修員に対し、警察に関する学術の研修を行い、並びにこれらに必要な調査研究を行う。
```

### 組織
警察大学校国際警察センターの内部組織に関する規則（昭和六十年国家公安委員会規則第十号）に規定されている。
- 国際捜査第一研修室 (国際的な犯罪捜査・国際捜査共助に関する専門的事項について研修・調査研究)
- 国際捜査第二研究室 (国際的な犯罪捜査・国際捜査共助に必要な外国語について研修・調査研究)
- 国際協力研修室 (所管行政に係る国際協力に関する学術の研修・外国からの研修員に対し、警察に関する学術の研修)

### 研修内容
出典：
- 我が国の警察職員に対する研修

来日外国人犯罪捜査や、国際協力に従事する全国の警察職員に対し、諸外国の法制度、国際捜査共助や国際協力に必要な知識、外国語能力を習得させるための研修を実施
- 外国からの研修員に対する研修

諸外国の研修員を対象とした各種セミナーを開催し、捜査手法、犯罪鑑識、交番制度等の技術・ノウハウなどの積極的な技術移転を進める

## 財務捜査研修センター
財務捜査研修センターは、警察職員に対し、財務に関する専門的な知識及び技術を必要とする捜査に関する学術の研修を行い、ならびにこれに必要な調査研究を行うために、2003年（平成15年）4月に設置された。高度な財務捜査力を養うための研修のほか、財務捜査、会計制度などの研究も併せて行っている。

## 取調べ技術総合研究・研修センター
取調べ技術総合研究・研修センターは、警察職員に対し、被疑者その他の者の取調べの技術に関する学術の総合的な研修を行い、及びこれに必要な調査研究を行う。

## 警察政策研究センター
警察政策研究センターは、警察に関する政策並びに学術及びその運用に関する調査研究、警察職員の研究の指導に関すること及び警察における教育訓練及び学術の研修に必要な資料に係る総合的考査及び管理に関する事務を行うために、1996年（平成8年）5月に設置された。
- フォーラム等の開催
- 大学関係者との共同研究活動の推進

慶應義塾大学大学院法学研究科との間で共同研究をしている。
- 大学・大学院における講義の実施

警察政策に関する研究の発展及び普及のため、東京大学公共政策大学院、 一橋大学国際・公共政策大学院、早稲田大学法科大学院、中央大学法科大学院、 東京都立大学法学部、 法政大学法学部、 京都大学公共政策大学院等の 大学・大学院に職員を講師として派遣している。
- 警察に関する国際的な学術交流

韓国警察大学治安政策研究所、フランス高等治安・司法研究所、フランス・トゥールーズ大学第一社会科学大学警察学研究センター及びドイツ・フライブルク大学安全・社会センターとの間でそれぞれ協議を締結している。

## 警察情報通信研究センター
警察情報通信研究センターは、警察通信研究センターを前身とする機関で、情報通信機器・システムの研究・開発を行うことを目的に設置されたものである。基礎研究室（警察に関する情報通信に関する研究に関する事務のうち、技術に関する基礎的な研究に関すること、警察情報通信研究センターにおいて行う研究の計画の策定に関すること、以上のほか、他の研究室の所掌に属しない事務をつかさどる）、応用第一研究室（警察に関する情報通信に関する研究に関する事務のうち、技術の応用及び開発に関する研究に関する事務（応用第二研究室の所掌に属するものを除く。）をつかさどる）、応用第二研究室（情報の管理に関する技術の応用及び開発に関する研究に関すること、犯罪の取締りのための情報技術の解析に係る技術の応用及び開発に関する研究に関することをつかさどる）の三研究室が置かれている。

## サイバーセキュリティ対策研究・研修センター
民間の優れた知見を取り入れつつ、サイバー犯罪等に悪用され得る最先端の情報通信技術について研究を行うとともに、サイバー空間における警察全体の対処能力向上に必要な研究を行うことを目的として、平成26年4月に設置された。犯罪の取締りのための情報技術の解析に関する研究を行う解析研究室と、警察職員に対する専門的な知識・技術の研修を行う捜査研修室が置かれている。

## 附属警察情報通信学校
警察の情報通信技術に関する教育訓練を行う機関として設置され、特別教養部、情報管理教養部、通信技術教養部、応用技術教養部、情報技術解析教養部の5部が置かれている。情報通信局の管轄である。